# Misael Escuti
Escuti  Rovira est un nom espagnol. Le premier nom de famille, en général paternel, est Escuti ; le second, en général maternel, souvent omis, est Rovira.
Misael Escuti Rovira, né le 20 décembre 1926 à Copiapó et mort le 3 janvier 2005 à Santiago, est un footballeur chilien.
Il fut le gardien de but, titulaire, de la sélection lors de la Coupe du monde 1962. Il totalisa 40 sélections entre 1953 et 1963. Entre 1946 et 1964, il disputa 417 rencontres officielles pour le club de Colo Colo. Il meurt de la maladie d'Alzheimer.